# سفارة سويسرا في سنغافورة
سفارة سويسرا في سنغافورة هي أرفع تمثيل دبلوماسي لدولة سويسرا لدى سنغافورة. تقع السفارة في سنغافورة وهي تهدف لتعزيز المصالح السويسرية في سنغافورة.

## وصلات خارجية
- قائمة سفارات سويسرا
- قائمة السفارات في سنغافورة